# Gustaf Lewenhaupt
Carl Gustaf Sixtensson Lewenhaupt (Örebro, 20 de agosto de 1879 – 7 de agosto de 1962) foi um ginete, oficial, pentatleta e campeão olímpico do hipismo. 

## Carreira
Gustaf Lewenhaupt representou seu país nos Jogos Olímpicos de 1912, na qual conquistou a medalha de ouro nos saltos por equipes em 1912. Ele também competiu no pentatlo moderno na mesma olimpíada.